# Grad Ojstrica
Grad Ojstrica (nemško Osterwitz, Osterwiz, Osterbitz) leži na griču, imenovanem Stari grad pri Lokah v občini Tabor v Savinjski dolini.

## Zgodovina
Grad ali utrdba je bila v lasti svobodnih gospodov Žovneških, že ko je bila prvič omenjena v viru iz leta 1280 kot Castrum Ostirwitz, kasneje pa kot vest ter gesloss. Za Žovneško-Celjske so grad upravljali njihovi kastelani, ki so se v 14. stoletju imenovali po gradu (leta 1320 vitez Uschalk, leta 1330 Mertl, leta 1352 pa Eberhard). Celjska gradiščana sta bila tudi Pavel Luegel iz Žalca (omenjen leta 1417) in Jurij Minndorfer (1432). 
Po izumrtju moške linije Celjskih leta 1456, in po neuspelem boju Goriških s Habsburžani za dediščino Celjskih, kot tudi vdove Ulrika II. Celjskega Katarine s pomočjo Jana Vitovca, je tudi ta grad prešel v habsburške roke in so na njem gospodovali deželoknežji oskrbniki. Najprej je bil to Hans Eckelheimer, nato celjski vicedom Jurij Apprecher (omenjen leta 1459), Hansen Apprecher (1478), Gašpar in Krištof Obračan (1484), Tomaž Gradenecker (1494), med letoma 1501 in 1530 Leonhard Raumschüssl in njegovi sinovi, ter od leta 1535 Jošt Limbarski. Leta 1542 je kot oskrbnik omenjen Friderik von Rechberg, leta 1546 Hans Wagen, leta 1556 pa ga je dobil v last Maksimilijan Schrottenbach (Šrotenbah). Ta družina je grad opustila in ob znožju hriba pozidala dvorec (graščino) Ojstrica, ki so jo imenovali tudi Spodnja Ojstrica. Za gradnjo so verjetno uporabljali tudi material, ki so ga dobili z rušenjem starega gradu. Leta 1535 so uporni kmetje med drugim napadli tudi grad Ojstrico. Grad je skoraj popolnoma razpadel že v začetku 17. stoletja, dokončno pa so ga porušili v šestdesetih letih dvajsetega stoletja.
Po ljudskem izročilu in legendah naj bi bil na gradu nekaj časa zaprt tudi Friderik II. Celjski. Na gradu naj bi bila zaprta tudi njegova druga žena Veronika Deseniška, ki naj bi jo leta 1428, potem ko je Celjsko sodišče ni spoznalo za krivo v obtožbi čarovništva, umorila z utopitvijo dva vojščaka Hermana II. Celjskega.